# Myrmecia tepperi
Myrmecia tepperi är en myrart som beskrevs av Carlo Emery 1898. Myrmecia tepperi ingår i släktet bulldoggsmyror, och familjen myror. Inga underarter finns listade i Catalogue of Life.